# مخيم الداخلة للاجئين
مخيم الداخلة للاجئين هو أحد المخيمات التي يقيم فيها اللاجئين الصحراويين، ويقع في ولاية تندوف جنوب غرب الجزائر. يُعرف المخيم أيضًا باسم غاريت جبيليت أو غارا جبيليت. يبعد المخيم حوالي 134 كيلومتر (83 ميل) جنوب شرق تندوف، و بالقرب من الحدود الموريتانية.
بلغ عدد سكان المخيم حوالي 38.180 لاجئًا صحراويًا، وفقًا لإحصاءات المفوضية العليا للأمم المتحدة لشؤون اللاجئين لعام 2003، ويوجد بها منجم للحديد

## التسمية
سميَّ هذا المخيم نسبةً لمدينة الداخلة في الصحراء الغربية.